# Tahrif
El tahrif (àrab: تحريف, taḥrīf), traduïble per ‘alteració’, ‘falsificació’ o ‘corrupció’, és una doctrina de l'islam segons la qual les Sagrades Escriptures anteriors a l'Alcorà, concretament la Torà, el Llibre dels Salms i l'Evangeli, haurien estat distorsionades. Els orígens d'aquesta doctrina es remunten a la tercera dècada del segle viii. Mig segle després, ja gaudia de l'aprovació del califa al-Mahdí. A grans trets, hi ha dues perspectives sobre el tahrif: una de moderada que circumscriu la corrupció a determinats textos i una altra de radical que la fa extensiva a tota la Bíblia. Aquesta última és la que ha predominat malgrat que, en paraules de Mercè Viladrich, catedràtica d'Estudis Àrabs de la Universitat de Barcelona, «és impossible de sostenir a partir del text alcorànic» i «manca un suport sòlid a la hipòtesi d'una corrupció anterior al temps del Profeta de l'Islam». Els musulmans, tradicionalment, hi han recorregut per rebutjar tot argument teològic dels cristians que estigui fonamentat en la Bíblia.